# Cade Johnson
Cade Johnson (Papillion, 10 aprile 1998) è un giocatore di football americano statunitense che milita nel ruolo di wide receiver per i Seattle Seahawks della National Football League (NFL).

## Carriera professionistica

### Seattle Seahawks
Johnson firmò con i Seattle Seahawks il 14 maggio 2021 dopo non essere stato scelto nel Draft. Fu svincolato il 31 agosto 2021 e rifirmò con la squadra di allenamento il giorno successivo. Fu svincolato il 24 novembre ma rifirmò una settimana dopo. Il 10 gennaio 2022 firmò un nuovo contratto da riserva.
Il 30 agosto 2022 Johnson fu svincolato dai Seahawks ma rifirmò per la squadra di allenamento il giorno successivo. Firmò un nuovo contratto da riserva il 17 gennaio 2023.